# 中村桐耶
中村 桐耶（なかむら とうや、2000年7月23日 - ）は、北海道勇払郡むかわ町出身のプロサッカー選手。Jリーグ・北海道コンサドーレ札幌所属。ポジションはディフェンダー（DF）。

## 来歴
小学校ではコンサドーレ札幌U-12に所属し、中学校時代は同U-15へ昇格せず、ASC北海道U-15でプレーした。高校では再び北海道コンサドーレ札幌U-18に所属。高校2年次の夏にディフェンダーへコンバートされる前までは、フォワードとしてプレーし、「札幌のイブラヒモヴィッチ」と呼ばれていた。
2018年3月、トップチームに2種登録され、同年4月18日のルヴァンカップ・グループステージ第4節ジュビロ磐田戦に途中出場し、トップチームデビューした。10月17日、2019年シーズンよりトップ昇格することが発表された。
2019年8月1日にHonda FCに育成型期限付き移籍。なお、同社サッカー部は、経営上の都合により「浜松F.C」としてのプロチーム化を断念して以降、2002年から2013年まで社員選手のみのチームとしていた過去の経緯から、日本サッカー協会の規則に基づくプロ契約ではなく、形式的に契約社員として本田技研工業の本社総務課に籍を置きつつ、サッカー選手としての活動専任とした扱い（名目上はアマチュア扱いの社員選手）でプロ選手を採用していたため、一時的に本田技研工業本社の社員の身分となっていた。
なお、翌2020年も移籍期間の延長が決定した際は、同クラブではスターティングメンバーを中々勝ち取れなかった事もあり「もう1年向こうへ行くチャンスを与えられありがたい」と語っている。
2021年、北海道コンサドーレ札幌に復帰。

## 所属クラブ
- 鵡川FCjr[9]
- コンサドーレ札幌U-12
- ASC北海道U-15（むかわ町立鵡川中学校[10]）
- 北海道コンサドーレ札幌U-18（北海道札幌西陵高等学校[11]）
  - 2018年3月 - 同年12月  北海道コンサドーレ札幌（2種登録選手）
- 2019年 -  北海道コンサドーレ札幌
  - 2019年8月 - 2020年  Honda FC（期限付き移籍）

## 個人成績
| 国内大会個人成績 | 国内大会個人成績 | 国内大会個人成績 | 国内大会個人成績 | 国内大会個人成績 | 国内大会個人成績 | 国内大会個人成績 | 国内大会個人成績 | 国内大会個人成績 | 国内大会個人成績 | 国内大会個人成績 | 国内大会個人成績 |
| 年度             | クラブ           | 背番号           | リーグ           | リーグ戦         | リーグ戦         | リーグ杯         | リーグ杯         | オープン杯       | オープン杯       | 期間通算         | 期間通算         |
| 年度             | クラブ           | 背番号           | リーグ           | 出場             | 得点             | 出場             | 得点             | 出場             | 得点             | 出場             | 得点             |
| 日本             | 日本             | 日本             | 日本             | リーグ戦         | リーグ戦         | リーグ杯         | リーグ杯         | 天皇杯           | 天皇杯           | 期間通算         | 期間通算         |
| ---------------- | ---------------- | ---------------- | ---------------- | ---------------- | ---------------- | ---------------- | ---------------- | ---------------- | ---------------- | ---------------- | ---------------- |
| 2018             | 札幌             | 42               | J1               | 0                | 0                | 3                | 0                | 0                | 0                | 3                | 0                |
| 2019             | 札幌             | 24               | J1               | 0                | 0                | 3                | 0                | 1                | 1                | 4                | 1                |
| 2019             | Honda            | 6                | JFL              | 9                | 0                | -                | -                | -                | -                | 9                | 0                |
| 2020             | Honda            | 6                | JFL              | 9                | 0                | -                | -                | 2                | 0                | 9                | 0                |
| 2021             | 札幌             | 24               | J1               | 0                | 0                | 3                | 0                | 2                | 0                | 5                | 0                |
| 2022             | 札幌             | 24               | J1               | 12               | 0                | 6                | 1                | 2                | 0                | 20               | 0                |
| 2023             | 札幌             | 6                | J1               | 31               | 1                | 7                | 0                | 3                | 0                | 34               | 1                |
| 2024             | 札幌             | 6                | J1               | 35               | 0                | 6                | 1                | 3                | 0                | 44               | 1                |
| 2025             | 札幌             | 4                | J2               |                  |                  |                  |                  |                  |                  |                  |                  |
| 通算             | 日本             | 日本             | J1               | 78               | 1                | 28               | 2                | 11               | 1                | 117              | 4                |
| 通算             | 日本             | 日本             | JFL              | 18               | 0                | -                | -                | 2                | 0                | 20               | 0                |
| 総通算           | 総通算           | 総通算           | 総通算           | 96               | 1                | 28               | 2                | 13               | 1                | 137              | 4                |

- 2018年は2種登録選手

出場歴
- 公式戦初出場 - 2018年4月18日 YBCルヴァンカップグループステージ第4節 vsジュビロ磐田（ヤマハスタジアム（磐田））
- 公式戦初得点 - 2019年7月3日 天皇杯 JFA 第99回全日本サッカー選手権大会2回戦 vsHonda FC（札幌厚別公園競技場）
- Jリーグ初得点 - 2022年5月18日 YBCルヴァンカップグループステージ第6節 vsサガン鳥栖（札幌ドーム）

## 人物
2021年現在、早稲田大学の人間科学部eスクールに在学。また、高校生の頃から乃木坂46のファンで、推しは遠藤さくら。また、姉と母親の影響でジャニーズWEST(現:WEST.)のファンになった。
むかわ町の思い出の場所は町民体育館、たんぽぽ公園、ラーメン寳龍。影響を受けた人物、尊敬する恩師として中学校3年生の頃に赴任した若い社会科の先生を挙げている。2022年春、しまふく寮を退寮。

## 代表歴
- U-18日本代表
  - 第24回リスボン国際トーナメントU-18（2018年）